# Brama Nowa w Raciborzu
Brama Nowa (Bieńkowicka, niekiedy błędnie zwana również Opawską) – nieistniejąca, jedna z trzech bram miejskich w Raciborzu. Znajdowała się w okolicy skrzyżowania dzisiejszych ulic Nowej, Leczniczej i Basztowej. Została zlikwidowana na początku XIX wieku.
Brama powstała później, niż dwie inne raciborskie bramy miejskie. Pierwsza wzmianka o niej pochodzi z 1351 roku, podczas gdy Brama Odrzańska oraz Brama Wielka powstały najprawdopodobniej w XIII wieku. W 1426 roku spłonęła w pożarze, jednak później została odbudowana. Za jej pośrednictwem wyprawiano się do Nowych Zagród, Studziennej i dalej do Bieńkowic. Korzystali z niej przede wszystkim mieszczanie posiadający łąki, pastwiska i pola na południe od Raciborza. Rozebrano ją na początku XIX wieku. Do dziś w jej pobliżu zachował się jednak fragment murów miejskich wraz z basztą więzienną.